# L'amica di mio marito (film 1927)
L'amica di mio marito (Afraid to Love) è un film muto del 1927 diretto da Edward H. Griffith, rifacimento del film The Marriage of Kitty del 1915.
La sceneggiatura si basa su La Passerelle, lavoro teatrale del 1902 di Francis de Croisset (pseudonimo di Francis Wiener) e Fred de Gresac, adattata in inglese nel 1902 come The Marriage of Kitty da Cosmo Gordon Lennox.

## Distribuzione
Il copyright del film, richiesto dalla Paramount Famous Lasky Corp., fu registrato il 2 aprile 1927 con il numero LP23860.
Distribuito dalla Paramount Pictures, il film uscì nelle sale cinematografiche statunitensi presentato a New York il 9 aprile 1927